# 빌 그로스
윌리엄 헌트 빌 그로스(1944년 4월 13일 ~ )은 미국의 투자가이자 저자이다. 핌코의 공동 설립자이다.